# Cantó de Montpont-en-Bresse
El cantó de Montpont-en-Bresse és un cantó francès del departament de Saona i Loira, situat al districte de Louhans. Té 5 municipis i el cap és Montpont-en-Bresse.

## Municipis
- Bantanges
- La Chapelle-Thècle
- Ménetreuil
- Montpont-en-Bresse
- Sainte-Croix

## Història
| Data d'elecció                           | Identitat         | Partit               | Qualitat |
| ---------------------------------------- | ----------------- | -------------------- | -------- |
| 1945-1964                                | Léon Blondin      | SFIO                 |          |
| 1964-1982                                | Emile Badoux      | radical, després MRG |          |
| 1982-1983                                | Raymond Paquelier | PS                   |          |
| 1983-2008                                | Noël Cureau       | UDF                  |          |
| 2008-                                    | Roland Sixdenier  | UMP                  |          |
| les dades anteriors no són pas conegudes |                   |                      |          |
|                                          |                   |                      |          |

## Demografia
| A partir de 1990: Població sense dobles comptes |